# Catedral de San Pedro y San Pablo (Kazán)
La Catedral de San Pedro y San Pablo (en ruso: Петропавловский собор) es una iglesia ortodoxa rusa en Kazán, en la República de Tartaristán. Es una de las iglesias más famosas del barroco Naryshkin. Se encuentra en el centro histórico, cerca del Kremlin de Kazán y tiene 52 metros de altura.
El templo está consagrado en honor del patrón celestial Zar Pedro I de Rusia. Todos los emperadores, desde Catalina II han visitado la catedral, así como figuras públicas y escritores, Aleksandr Pushkin entre ellos.

## Historia
El zar Pedro I de Rusia, cuando se dirigía a la campaña de Persia en 1722, paró en la casa de Iván Mihlyaev, el comerciante más rico de Kazán. Durante esta estancia, el zar celebró su quincuagésimo cumpleaños. En memoria de este evento, el comerciante decidió construir una catedral de dos pisos en vez de la existente iglesia de San Pedro y San Pablo, hecha de madera.
En 1726 se construyó el campanario y se consagró la iglesia. Debajo de la catedral se encuentra la cripta de la familia Mihlyaev. 
Durante su historia, la catedral ha pasado por varios incendios, específicamente en los años de 1742, 1749, 1774, 1815 y 1842. Los daños más graves los ocasionó el incendio de 1815, su reconstrucción tardó nueve años. Se volvieron a hacer intensos trabajos de reconstrucción rentre los años 1888 y 1890.

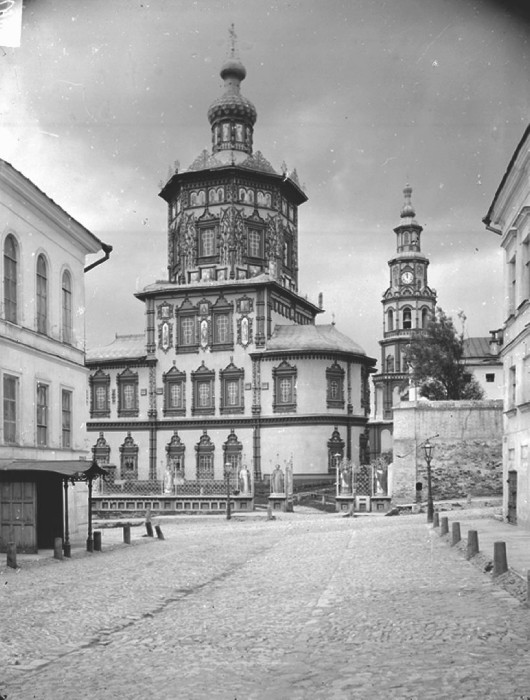
Fotografía de la Catedral de San Pedro y San Pablo de 1984.

Mijaíl Lítvinov, el arquitecto de la universidad de Kazán, restauró la apariencia original de la catedral. Después de la revolución rusa, la catedral fue cerrada en el año de 1939, pero no fue destruida al ser considerada un monumento arquitectónico y fue protegido por el estado. A partir de 1950 albergó un planetario y en 1989, el edificio volvió a ser parte de la Iglesia Ortodoxa Rusa.
Actualmente la catedral es un importante centro espiritual en la República de Tartaristán; en los años de 1997 y 2005 se oficiaron servicios por parte del Patriarca de Moscú y de todas las Rusias, Alejo II.